# Cierva C.12
O Cierva C.12 foi um autogiro experimental construído pela Cierva Autogiro Company na Inglaterra em 1929, em associação com a Avro.

## Desenvolvimento
Como a maior parte dos projetos do Cierva, foi baseado em uma fuselagem de uma aeronave já existente - neste caso, um Avro Avian.

## Histórico operacional
A informação mais significante desta aeronave é que após testes iniciais, a segunda cabine foi removida e o trem de pouso foi substituído pelos mesmos flutuadores utilizados no hidroavião Avian. Nesta configuração, o C.12 (agora apelidado de Hidrogiro) voou de a partir das águas próximas a Southampton em Abril de 1930, se tornando a primeira aeronave de asas rotativas a decolar a partir da água.
O C-12 voou pela primeira vez entre o dia 8 e 10 de Junho de 1929. Entre outros, realizou um voo entre Madri e Lisboa, realizando várias demonstrações às autoridades do país vizinho.
Foi, segundo seu inventor, o primeiro autogiro prático.